# Каукенес
Каукенес (ісп. Cauquenes) — місто в Чилі. Адміністративний центр однойменної комуни і провінції Каукенес. Населення — 30 771 чоловік (2002). Місто і комуна входить до складу провінції Каукенес і регіону Мауле.
Територія — 2 216 км². Чисельність населення — 40 441 мешканця (2017). Щільність населення — 18,3 чол./км².

## Розташування
Місто розташоване за 85 км на південний захід від адміністративного центру області міста Талька.
Комуна межує:
- на півночі — з комуною Емпедрадо
- на північному сході — з комуною Сан-Хав'єр-де-Ланкомілья
- на сході — з комунами Ретіро, Парраль
- на південному сході — з комуною Ньїкен
- на півдні — з комунами Сан-Карлос, Нінуе
- на південному заході — з комунами Кобкекура, Кіріуе
- на заході — з комуною Пельюуе
- на північному заході — з комуною Чанко